# Central Florida Kraze
Il Central Florida Kraze è una società calcistica statunitense fondata nel 1998 e che milita nella Premier Development League (PDL).
In origine il nome della squadra era Central Florida Lionhearts, ma venne modificato appena un anno dopo la nascita del club.
Il Kraze gioca le gare interne di campionato al Seminole Soccer Complex di Sanford (Florida), cittadina a meno di 50 km da Orlando.
Nel 2004 il Central Florida Kraze ha vinto la PDL, unico risultato rilevante nella sua storia decennale.
Nel novembre 2011 è stata acquisita dall'Orlando City, che ne ha fatto la propria squadra under 23.

## Cronistoria
| Anno | Divisione | League     | Regular Season | Playoff                  | Open Cup        |
| ---- | --------- | ---------- | -------------- | ------------------------ | --------------- |
| 1998 | 4         | USISL PDSL | 6° Southeast   | Non qualificato          | Non qualificato |
| 1999 | 4         | USL PDL    | 3° Southeast   | Non qualificato          | Non qualificato |
| 2000 | 4         | USL PDL    | 4° Southeast   | Non qualificato          | 1º turno        |
| 2001 | 4         | USL PDL    | 4° Southeast   | Non qualificato          | Non qualificato |
| 2002 | 4         | USL PDL    | 3° Southeast   | Non qualificato          | Non qualificato |
| 2003 | 4         | USL PDL    | 2° Southeast   | Semifinale di Conference | Non qualificato |
| 2004 | 4         | USL PDL    | 1° Southeast   | Campione                 | Non qualificato |
| 2005 | 4         | USL PDL    | 2° Southeast   | Semifinale di Conference | Non qualificato |
| 2006 | 4         | USL PDL    | 2° Southeast   | Non qualificato          | Non qualificato |
| 2007 | 4         | USL PDL    | 2° Southeast   | Semifinale di Conference | 1º turno        |

## Organico

### Rosa 2008
| N. |                        | Ruolo | Calciatore           |
| -- | ---------------------- | ----- | -------------------- |
| 0  | Stati Uniti (bandiera) | P     | Andrew Calise        |
| 1  | Stati Uniti (bandiera) | P     | Devala Gorrick       |
| 2  | Stati Uniti (bandiera) | C     | Dustin McCarty       |
| 3  | Stati Uniti (bandiera) | D     | Gabriel-Marin Shibly |
| 5  | Stati Uniti (bandiera) | D     | Greg DeVito          |
| 6  | Stati Uniti (bandiera) | D     | Noah Herbert         |
| 7  | Stati Uniti (bandiera) | C     | Tanner Wolfe         |
| 8  | Stati Uniti (bandiera) | D     | Ardy Moayer          |
| 9  | Stati Uniti (bandiera) | A     | Junior Araujo        |
| 10 | Stati Uniti (bandiera) | C     | Robert Neill         |
| 12 | Stati Uniti (bandiera) | A     | Michael Mattson      |
| 13 | Stati Uniti (bandiera) | C     | Scott Thelen         |
| 14 | Messico (bandiera)     | C     | Eusebio Montoya      |

| N. |                              | Ruolo | Calciatore       |
| -- | ---------------------------- | ----- | ---------------- |
| 15 | Giamaica (bandiera)          | C     | Omando McLeod    |
| 16 | Costa d'Avorio (bandiera)    | A     | Axel Levry       |
| 17 | Stati Uniti (bandiera)       | C     | Jon Gruenewald   |
| 18 | Stati Uniti (bandiera)       | D     | Kyle Wilcox      |
| 19 | Inghilterra (bandiera)       | C     | Josiah Millar    |
| 20 | Stati Uniti (bandiera)       | D     | Jason Villalba   |
| 21 | Stati Uniti (bandiera)       | A     | Carlos Moya      |
| 22 | Stati Uniti (bandiera)       | D     | Travis Bender    |
| 23 | Trinidad e Tobago (bandiera) | A     | Akil De Freitas  |
| 24 | Stati Uniti (bandiera)       | C     | Jonathan Mendoza |
| 25 | Stati Uniti (bandiera)       | A     | Giulio d'Amore   |
|    | Stati Uniti (bandiera)       | A     | Dennis Chin      |
|    | Stati Uniti (bandiera)       | C     | Justin Fojo      |

## Palmarès

### Competizioni nazionali
- United Soccer Leagues Premier Development League: 1

2004